# یوسیاس هارتمن
یوسیاس هارتمن (انگلیسی: Josias Hartmann; ۳ آوریل ۱۸۹۳ – ۲۹ اکتبر ۱۹۸۲) ورزشکار ورزش تیراندازی اهل سوئیس بود.
وی در مسابقات کشوری و بین‌المللی در مجموع برندهٔ ۱ مدال برنز شده‌است.